# Óblast de Chernozem Central
El Óblast del Chernozem Central (en ruso: Центрально-Чернозёмная область, Tsentralno-Chernozyomnaya oblast) o de la Tierra Negra Central era un óblast (unidad administrativa de primer nivel) de la República Socialista Federativa Soviética de Rusia entre 1928 y 1934. Su capital era la ciudad de Vorónezh. El óblast estaba localizado en el centro de la Rusia europea, y su territorio actualmente está dividido entre los óblast de Vorónezh, Oriol, Kursk, Bélgorod, Lípetsk, y Tambov, así como una parte menor del de Penza. El área geográfica del óblast actualmente no tiene importancia administrativa, si bien a menudo es referido como región de Chernozem Central.
La autoridad más importante en el óblast era el primer secretario del Comité del Partido Comunista. Durante la existencia del óblast, el primer secretario fue Juozas Vareikis (Iosif Mikhaylovich Vareykis).

## Historia
El óblast fue establecido el 14 de mayo de 1928 por el Comité Ejecutivo Central Panruso. El territorio se formó a partir de cuatro gobernaciones, Vorónezh, Kursk, Oriol, y Tambov.
El 16 de julio de 1928, el Comité Ejecutivo Central Panruso emitió un decreto que dividió el óblast de la Tierra Negra Central en once distritos administrativos (ókrugs).
Antes de la creación del óblast se utilizó la antigua división del Imperio ruso (uyezds). El 30 de julio de 1928 fue establecida la división del óblast en distritos.
En 1929, la ciudad de Vorónezh fue hecha una unidad administrativa especial subordina al óblast, siendo abolido el ókrug de Vorónezh y repartido entre los de Stary Oskol y Usman. El 23 de julio de 1930 los ókrugs fueron abolidos, y así los distritos estuvieron directamente subordinados a las autoridades del óblast. El número de distritos fue considerablemente reducido en varias ocasiones. El 17 de abril de 1932 la ciudad de Lípetsk se elevó a estatus de unidad administrativa separada.
El 13 de junio de 1934, por decreto del Comité Ejecutivo Central Panruso fue abolido el óblast. Su territorio fue dividido entre los recién creados óblast de Vorónezh y Kursk.